# Allobosca crassipes
Allobosca crassipes (лат.) — вид мух из семейства кровососки (Hippoboscidae), единственный в составе рода Allobosca. Эндемик Мадагаскара. Паразиты лемуров (Lemuridae): чёрный лемур (Eulemur macaco), Eulemur rubriventer, Lepilemur mustelinus, Avahi laniger и белолобый индри (Propithecus diadema).